# Iso Haapuanjärvi
Iso Haapuanjärvi eller Haapuanjärvi är en sjö i Finland. Den ligger i kommunen Pudasjärvi i landskapet Norra Österbotten, i den centrala delen av landet, 600 km norr om huvudstaden Helsingfors. Iso Haapuanjärvi ligger 192 meter över havet. Arean är 13,2 hektar och strandlinjen är 1,32 kilometer lång. Sjön  ingår i Ijo älvs huvudavrinningsområde. 